# Поштові марки та історія пошти Наталя

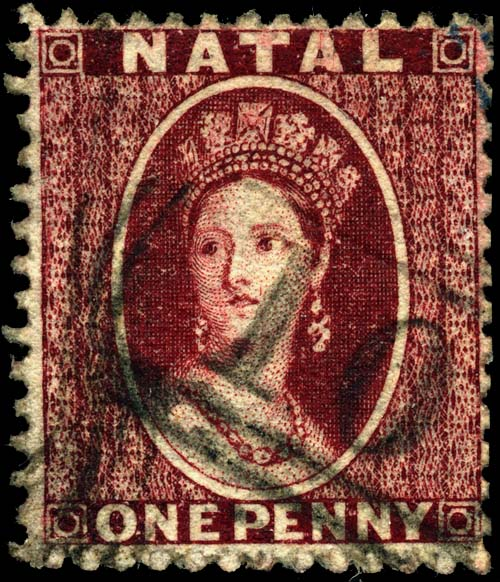
Поштова марка Наталю 1863 року.

Це огляд поштових марок та поштової історії Наталю. 4 травня 1843 року після того, як британці анексували бурську Республіку Наталь, він був проголошений британською колонією.
Перші марки Наталю були випущені 26 травня 1857 року. Це були безкольорові візерунки, тиснені простим рельєфом на кольоровому плетеному папері та неперфоровані.
Після них наступні марки Наталю були випущені в 1859 році з портретом королеви Вікторії. Між 1869 і 1895 роками на поштових марках 1859-67 років і фіскальних марках було надруковано «POSTAGE» у різних стилях або додатково оплачувано «Half-Penny». Поштові марки короля Едуарда VII випускалися між 1902 і 1909 роками. Також було випущено шість офіційних марок короля Едуарда.
У 1910 році Наталь об'єднався з трьома іншими колоніями в Південно-Африканський Союз.

## Подальше читання
- Dickson, John. Bibliography of the Philately and Postal History of Natal and Zululand. Ilminster: Natal & Zululand Study Circle, 2007 1 CD-ROM
- Dickson, John and Keith Hanman. The Postal Stationery of Natal. Ilminster: Natal & Zululand Study Circle, 2001 ISBN 0954038002 222p.
- Hart, W.R., B.A. Kantey and A. Leslie Leon. The Postal Markings of Natal. s.l.: Printed for the Authors by Creda Press Ltd., 1977 ISBN 062002352X 168p.
- Mann, Eric W. The Victorian Postage Stamps of Natal. Plymouth: Mayflower Press, 1939 53p.
- Walker, L.H.J. and J.-B. Moens. Les Timbres de Natal. Bruxelles: J.-B. Moens, 1883 60p. Series Title: Bibliotheque des timbrophiles; 15
- Wright, E. C. The Embossed Postage Stamps of Natal 1857—1861 and Their Reprints. Pietermaritzburg: E.C. Wright, 1988 29p.